# 弗兰克·布里奇
弗兰克·布里奇（英語：Frank Bridge；1879年2月26日—1941年1月10日），英国作曲家，指挥家，中提琴家。生于海滨城市布赖顿，后到皇家音乐学院学习作曲和中提琴，毕业后从事演奏和指挥，布里顿是他的私人学生。
布里奇善于配器，所作管弦乐曲具有丰富的音响效果，而他的室内乐作品，如第三和第四弦乐四重奏则体现出十二音主义的影响。不过今天他的作品中仍然在演奏的只有一些小品，如钢琴曲《迷迭香》，小提琴曲《无穷动》等。

## 外部連結
- .  第12版. 1922.
- 弗兰克·布里奇的免费乐谱，由国际乐谱典藏计划提供